# Tysklands Grand Prix 2000
Tysklands Grand Prix 2000 var det elfte av 17 lopp ingående i formel 1-VM 2000.

## Resultat
1. Rubens Barrichello, Ferrari, 10 poäng
2. Mika Häkkinen, McLaren-Mercedes, 6
3. David Coulthard, McLaren-Mercedes, 4
4. Jenson Button, Williams-BMW, 3
5. Mika Salo, Sauber-Petronas, 2
6. Pedro de la Rosa, Arrows-Supertec, 1
7. Ralf Schumacher, Williams-BMW
8. Jacques Villeneuve, BAR-Honda
9. Jarno Trulli, Jordan-Mugen Honda
10. Eddie Irvine, Jaguar-Cosworth
11. Gaston Mazzacane, Minardi-Fondmetal
12. Nick Heidfeld, Prost-Peugeot (varv 40, generator)

### Förare som bröt loppet
- Heinz-Harald Frentzen, Jordan-Mugen Honda (varv 39, växellåda)
- Jos Verstappen, Arrows-Supertec (39, snurrade av)
- Ricardo Zonta, BAR-Honda (37, snurrade av)
- Marc Gené, Minardi-Fondmetal (33, motor)
- Alexander Wurz, Benetton-Playlife (31, elsystem)
- Pedro Diniz, Sauber-Petronas (29, kollision)
- Jean Alesi, Prost-Peugeot (29, kollision)
- Johnny Herbert, Jaguar-Cosworth (12, växellåda)
- Michael Schumacher, Ferrari (0, kollision)
- Giancarlo Fisichella, Benetton-Playlife (0, kollision)